# Yashica Dutt
Yashica Dutt (en hindi: याशिका दत्त; Ajmer, Rajasthan, Índia, 5 de febrer de 1986) és una escriptora, periodista i activista social índia. Com a periodista independent, ha escrit per a diversos diaris com ara l'Hindustan Times, LiveMint, Scroll.in, The Wire i HuffPost India. S'ha fet famosa com a capdavantera a la crítica del sistema de castes a l'Índia i de la discriminació patida pels dalits (intocables), sobretot arran de la publicació el 2019 del seu llibre Coming Out as Dalit.
El 2021, va rebre, gràcies al llibre, el premi Sahitya Akademi Yuva Puraskar que atorga anualment l'Acadèmia nacional de Lletres de l'Índia.

## Obres
- Coming Out as Dalit (2019)